# Segestriidae
Segestriidae é uma família de aranhas haploginas (que precisam de órgãos genitais femininos endurecidos). São aranhas que vivem em teias com forma de tubos, que colocam em fendas de muros, em troncos ou debaixo de pedras. A abertura do tubo possui uma ligeira forma de funil, com hilos não pegajosos. Quando um insecto pisa algum destes hilos, a aranha sai de imediato para caçar a sua presa e levá-la para local seguro.

## Descrição
Os membros desta família podem ser reconhecidos por terem o terceiro par de patas direccionado adiante, uma clara mostra da sua adaptação à vida em tubos. Para além disso. todos possuem seis olhos, diferentemente da maioria das aranhas, que possuem oito.
Estas aranhas estão distribuídas em quase todo o mundo. Os géneros Segestria e Ariadna podem-se encontrar na América do Norte, América do Sul, Eurásia, África e Nova Zelândia, e algumas espécies do género Ariadna podem-se encontrar na Austrália. Por último, o terceiro género, Gippsicola, é um género monotípico, endémico da Austrália.

## Géneros
A base de dados do World Spider Catalog aceita como válidos os seguintes géneros:
- Ariadna Audouin, 1826 – América, África, Ásia, Austrália, Europa (84 espécies);
- Citharoceps Chamberlin, 1924 – USA, México;
- Gippsicola Hogg, 1900 – Austrália (1 espécie);
- Segestria Latreille, 1804 – Paleárctico, Américas, Nova Zelândia, Ásia Central.